# Château de Boutemont
Le château de Boutemont est une demeure, des XVIe et XVIIe siècles, qui se dresse sur le territoire de la commune française d'Ouilly-le-Vicomte, dans le département du Calvados, en région Normandie. L'édifice est partiellement inscrit aux monuments historiques.

## Localisation
Le château se situe à 1,5 kilomètre au nord-nord-est de la commune d'Ouilly-le-Vicomte, au fond de la vallée de la Touques, à l'est du département français du Calvados, dans la région naturelle du pays d'Auge. Il se trouve au nord du bourg en direction de Coquainvilliers et de Norolles, entre la voie de chemin de fer et la départementale 579 qui relie notamment Lisieux à Pont-l'Évêque. La forteresse devait servir à l'origine à veiller sur l'estuaire.

## Historique
L'emplacement actuel du château de Boutemont était occupé, à la fin du XIVe ou au début du XVe siècle, par un château sur motte fondé au XIe siècle possession de la famille de Boutemont. La forteresse fut bâtie par un sire de Boutemont vers 1180 sous Henri II Plantagenêt. Il subsiste de cette époque la motte féodale.  Un Guillaume de Boutemont est cité en 1195 dans l'Échiquier de Normandie. Le fief de Boutemont était un plein fief de haubert. La famille le conservera jusqu'à la fin du XIVe siècle.
Aux Boutemont succédèrent les Servain. En 1405, Jehan de Servain, dans un aveu qu'il rend, il est précisé que le seigneur de Boutemont doit participer à la réparation de la motte de Fauguernon et doit fournir un homme d'armes pour une période de 40 jours en cas de guerre.
Vers 1434, le fief est entre les mains des Borel, puis, au XVIe siècle, en celles de la famille Paisant. Le fief d'une grande importance s'étend alors sur les paroisses de Norolles, Saint-Philbert-des-Champs, Gerrots, Saint-Martin-aux-Chartrains, Barneville-la-Bertran, Pennedepie et Tourgéville.
En 1529, il devient la propriété de Philippe Paisant[réf. nécessaire]. En 1540, celui-ci est anobli et entreprend la reconstruction du château.
À la fin du XVIIe siècle, la demeure est acquise des Paisant par les Le Bas. Jean-Baptiste Le Bas, conseiller à la cour des aides de Normandie, seigneur du Coudray et de Boutemont. Doté d'une fortune assez importante, il entreprend de nombreux travaux au sein du château : modernisation de la façade avec des fenêtres plus larges, agrandissement de la demeure par deux ailes et d'une entrée en forme de poterne avec une maçonnerie particulièrement soignée, surmontée d'un toit de tuiles vernissées, et destruction du mur d'enceinte situé à l'ouest.
En 1745, la propriété passe par mariage aux mains de la famille Guéroult. David Guéroult, seigneur de Boutemont et de Caudemone jusqu'à la Révolution émigra en 1791.
En 1915, le château est acheté par le commodore Charley Drouilly. Celui-ci confit à Achille Duchêne le soin de recréer des jardins dans un goût classique dit « à la française »,.
En 1976, le château est acquis par Armand et Hélène Sarfati, qui s’attachent à restaurer et développer le parc, et qui passèrent le relais à Johanna Winstrom Monnier et Bruno Monnier en novembre 2020 . Ces derniers ont décidé d'ouvrir au public le jardin remarquable et de développer de nouveaux espaces plus fleuris et poétiques, d'ouvrir à la visite trois salles historiques en passant par le pont-levis. Ils ont aussi ouvert l'orangerie transformée en restaurant, de grands espaces verts pour pique-niquer en famille, une boutique, etc.[réf. nécessaire]

## Description

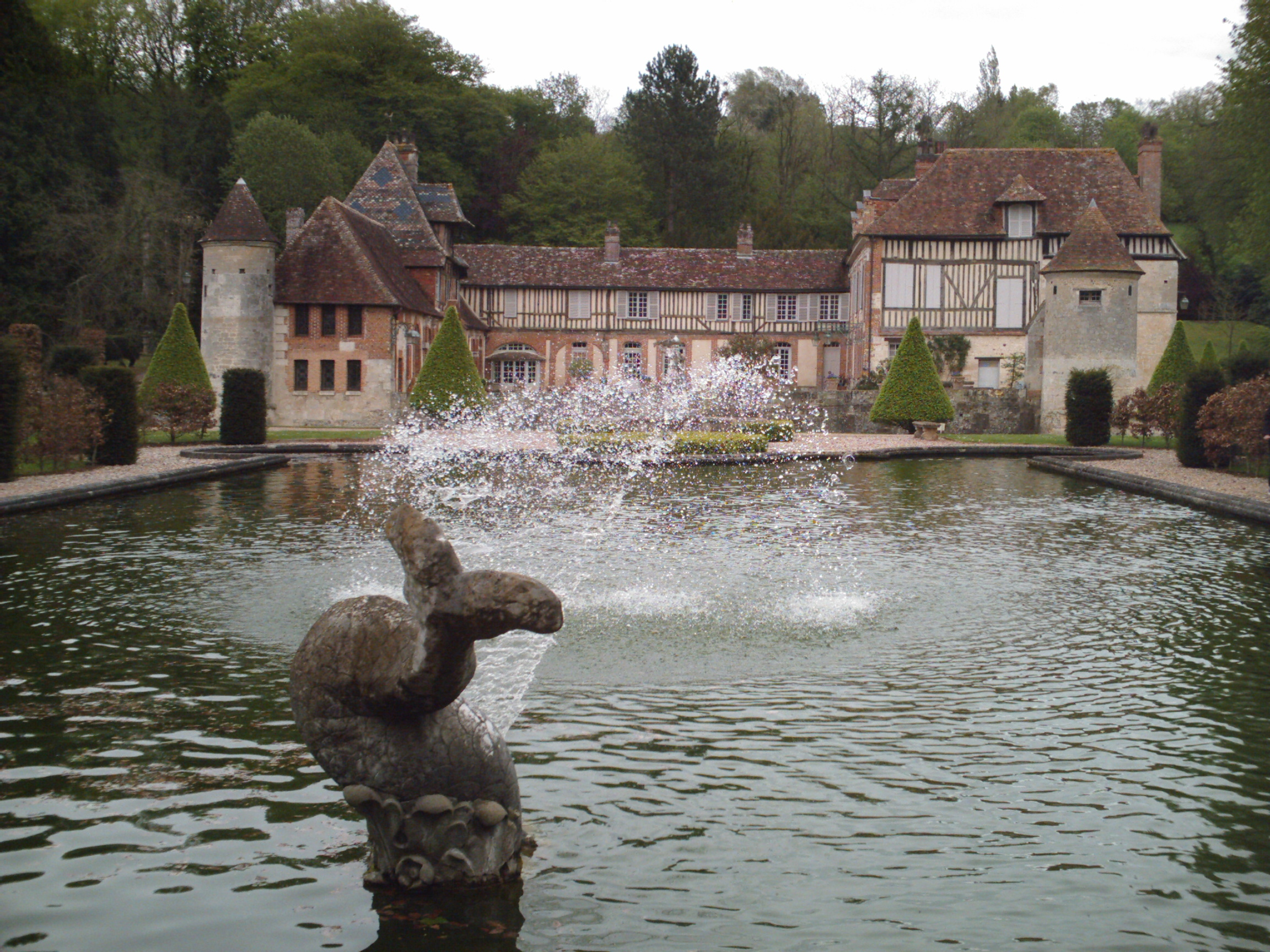
La façade donnant sur le miroir d'eau.

Le château est construit sur un terre-plein entouré de douves sèches. Le site se présente sous la forme d'une enceinte quadrangulaire flanquée de tourelles rondes aux angles. Il se compose de trois parties principales : la tour-porte au nord, un bâtiment central à l'est et le logis d'habitation au sud.
La tour-porte permet d'accéder au château par le nord. Elle est constituée de deux ponts-levis : un pour les attelages et un autre pour les gens à pied. Du côté extérieur, la tour-porte présente une base en pierres de taille et un niveau supérieur en briques contenues par des chaînages de pierre. De l'autre côté, elle est principalement faite de briques, à l'exception de la partie supérieure qui est en colombage et en hourdis tuilé.
Le bâtiment central, à l'est de la cour et à l'aplomb des douves, est une très longue construction en pierre en soubassement, surmonté vers 1770 par des pans de bois à l'étage. L'intérieur se différencie par une base essentiellement en briques, à l'identique de la tour-porte.
Le logis d'habitation, édifié en 1540, est situé au sud. Il est principalement fait en pierre. Seule sa façade orientale se différencie par un bel ensemble de colombage. Le pavillon d'honneur en arc surbaissé, où est gravée la devise familiale Faire et se taire, est surmonté d'un cadran solaire.

## Protection
Au titre des monuments historiques :
- le château est inscrit par arrêté du 19 janvier 1927 ;
- la cour d'honneur, les douves sèches avec les murs de soutènement et le pont dormant sont inscrits par arrêté du 2 octobre 1995.

## Le parc
Le parc est classé Jardin remarquable. Il comprend une partie classique que l'on doit au paysagiste Achille Duchêne, et une partie italienne créée à l'emplacement d'un tennis où alternent des haies de buis, des ifs taillés et des cyprès,.

Jardin remarquable
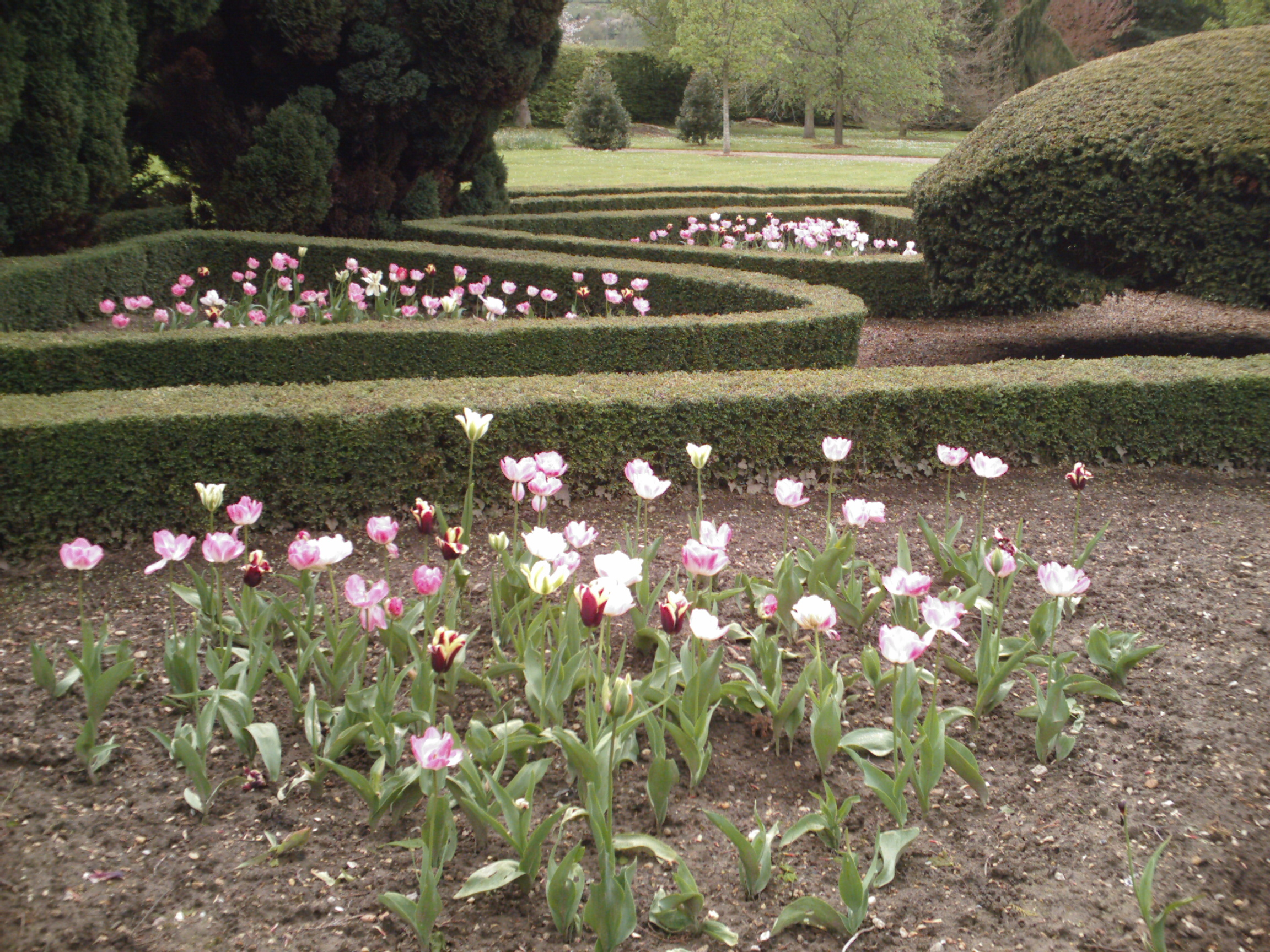
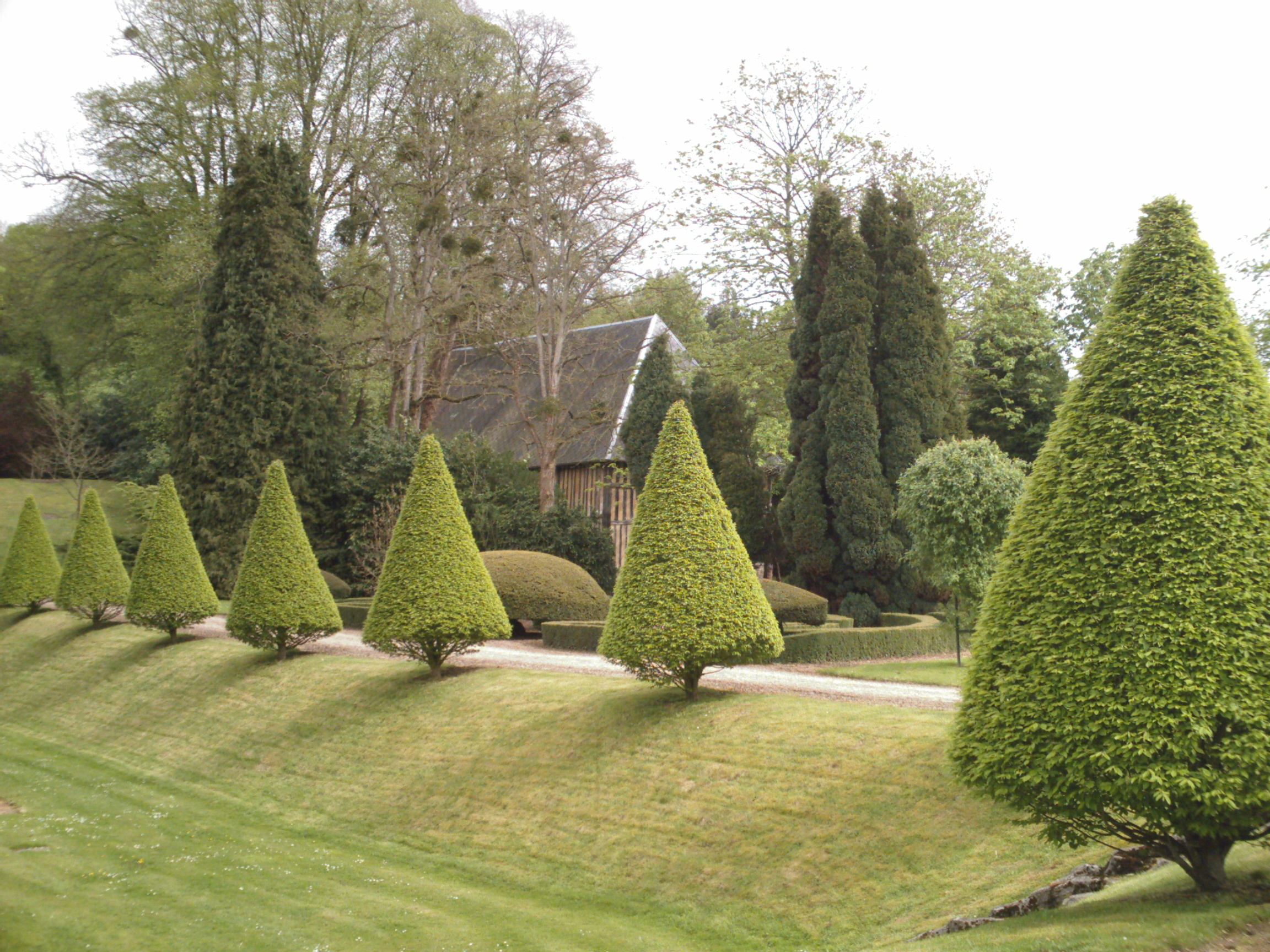
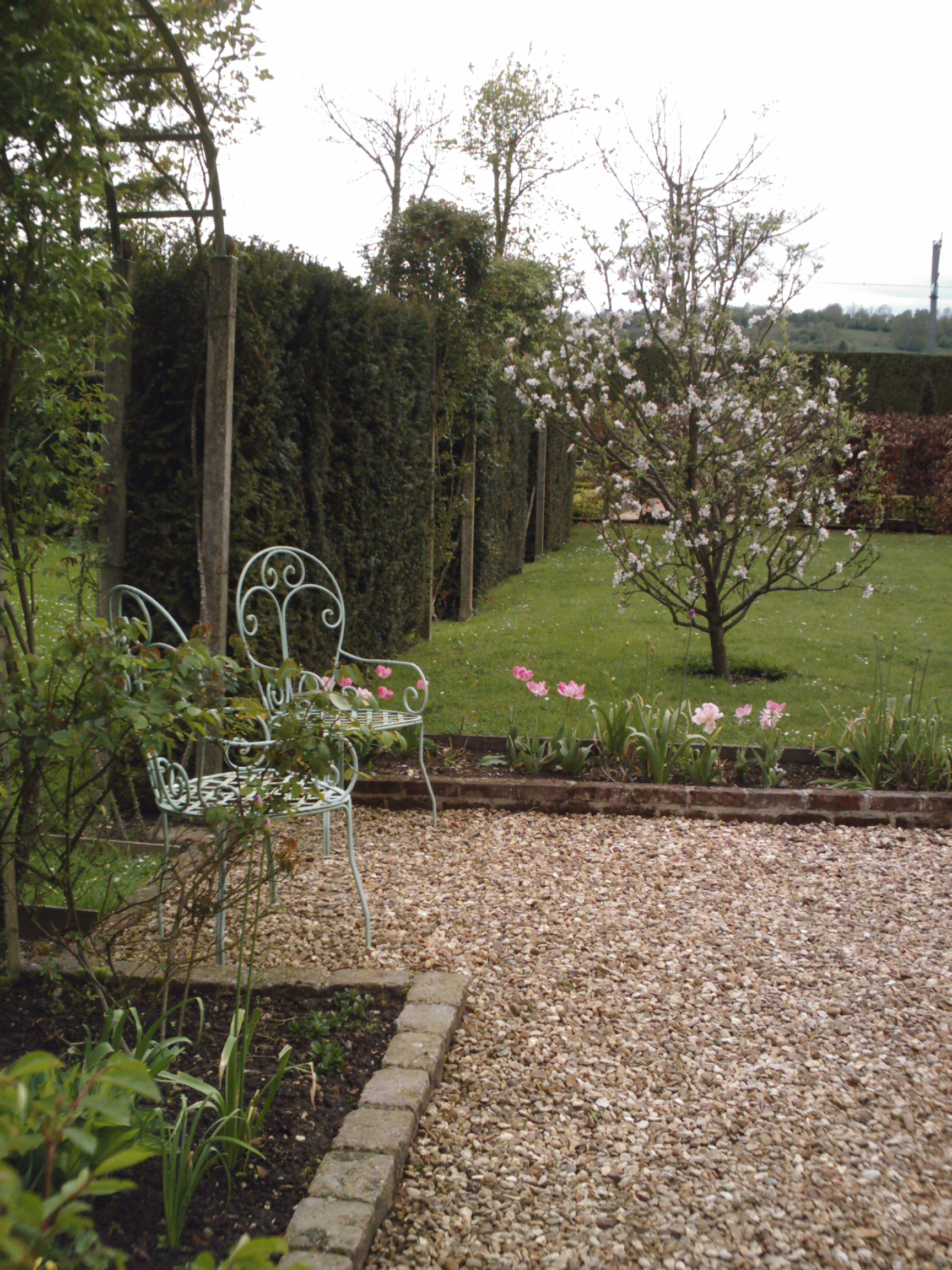
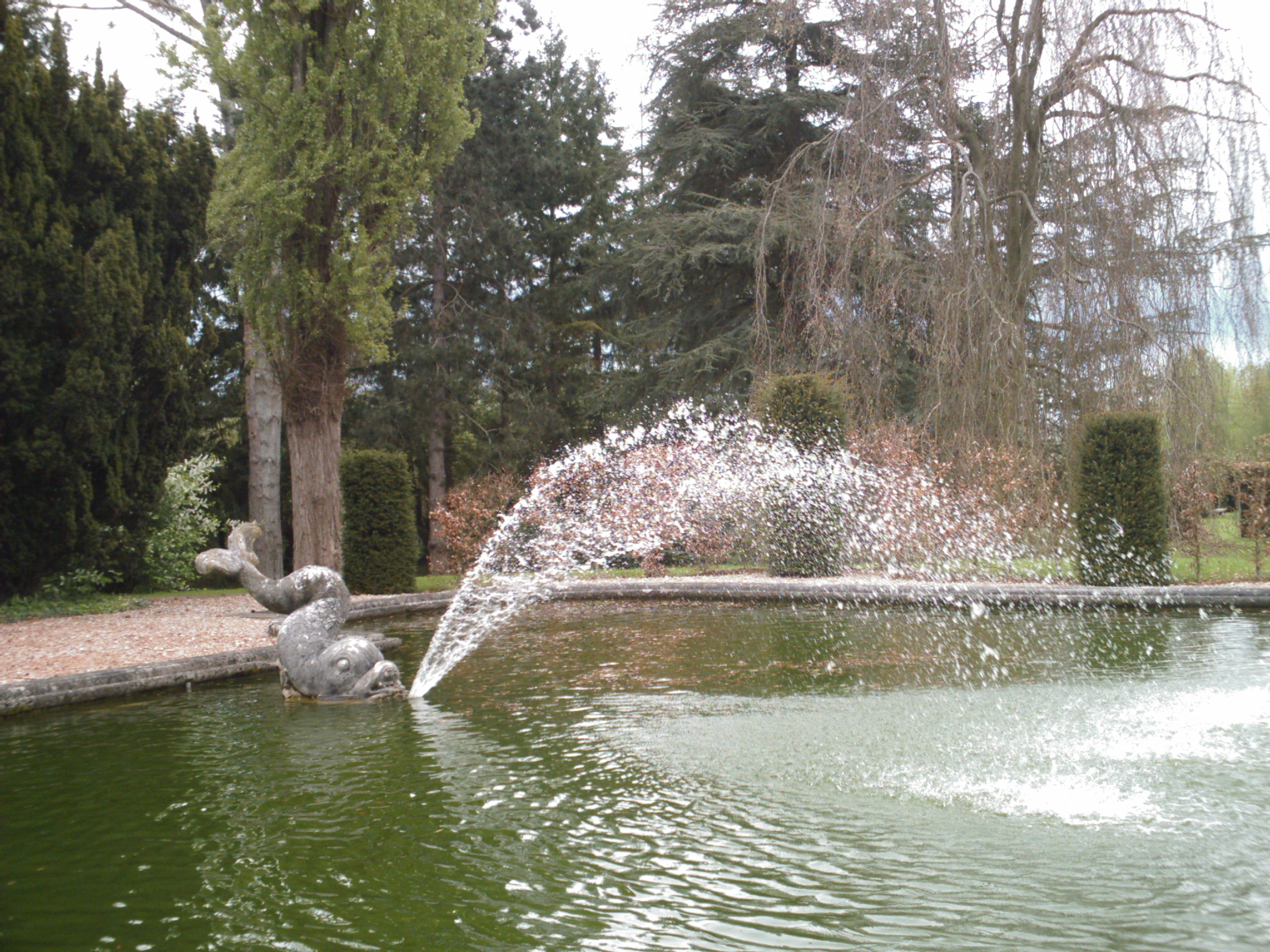